# Chaetonotus crinitus
Chaetonotus crinitus is een buikharige uit de familie Chaetonotidae. De wetenschappelijke naam van de soort werd in 1971 voor het eerst geldig gepubliceerd door Sudzuki. 